# Alex Ferris
Alexander Ferris (Vancouver, 23 aprile 1997) è un attore canadese.

## Biografia e carriera
Alex è nato a Vancouver, British Columbia, in Canada.
È apparso nel film Vita da camper nel ruolo di Billy Gornicke, The Invisible nel ruolo di Victor Newton, Diario di una schiappa nel ruolo di Collin Lee e nel film Un amore all'improvviso recitando il ruolo del giovane Henry DeTamble. Egli fornisce anche la voce nella serie televisiva della TD Martha Speaks.
Ha recitato anche in The L Word interpretando il ruolo di Wilson-Peabody Mann, figlio di Helena. È stata la voce di Paulie il Pliosaurus nel Treno dei dinosuri . 
Inoltre ha recitato il ruolo del giovane Sam Winchester nella serie TV Supernatural.

## Filmografia

### Cinema
- Vita da camper (RV), regia di Barry Sonnenfeld (2006)
- X-Men - Conflitto finale (X-Men: The Last Stand), regia di Brett Ratner (2006)
- Swimming Lessons, regia di Ellen Raine Scott - cortometraggio (2006)
- Memory, regia di Bennett Davlin (2006)
- Invisible (The Invisible), regia di David S. Goyer (2007)
- Swap, regia di Gary Hawes - cortometraggio (2007)
- The Light of Family Burnam, regia di Marshall Axani - cortometraggio (2008)
- Un amore all'improvviso (The Time Traveler's Wife), regia di Robert Schwentke (2009)
- Big Head, regia di Dylan Akio Smith - cortometraggio (2009)
- L'acchiappadenti (Tooth Fairy), regia di Michael Lembeck (2010)
- Diario di una schiappa (Diary of a Wimpy Kid), regia di Thor Freudenthal (2010)
- Daydream Nation, regia di Michael Goldbach (2010)
- The Family Man, regia di Karl Richter - cortometraggio (2010)
- 479 Hours, regia di Jason Miller - cortometraggio (2010)
- In Their Skin, regia di Jeremy Power Regimbal (2012)
- 37-Teen, regia di Miles Forster (2019)

### Televisione
- Stargate SG-1 - serie TV, episodio 8x15 (2005)
- Terminal City - serie TV, 4 episodi (2005)
- Supernatural - serie TV, episodio 1x18 (2006)
- Fallen - Angeli caduti (Fallen) - miniserie TV (2006)
- Masters of Horror - serie TV, episodio 2x01 (2006)
- The L Word - serie TV, 7 episodi (2005-2007)
- Passion's Web, regia di Allan Harmon - film TV (2007)
- Zixx: Level Three - serie TV (2007)
- JPod - serie TV, episodi 1x03-1x06 (2008)
- Smallville - serie TV, episodio 8x18 (2009)
- Vivere fino alla fine (Living Out Loud), regia di Anne Wheeler - film TV (2009)
- Harper's Island - serie TV, episodio 1x13 (2009)
- Eureka - serie TV, episodi 4x10-4x14 (2010-2011)
- I-5 - Il killer dell'autostrada (Hunt for the I-5 Killer), regia di Allan Kroeker - film TV (2011)
- Sanctuary - serie TV, episodio 4x06 (2011)
- Un killer tra noi (A Killer Among Us), regia di Bradley Walsh - film TV (2012)
- A Wife's Nightmare - L'incubo di una moglie (A Wife's Nightmare), regia di Vic Sarin - film TV (2014)
- Cedar Cove - serie TV, episodio 3x06 (2015)
- Il mistero delle lettere perdute - Il passato può cambiare (Signed, Sealed, Delivered: Truth Be Told), regia di Kevin Fair - film TV (2015)

## Premi e riconoscimenti
| Anno | Lavoro                  | Award               | Categoria                                                                      | Note | Risultato       |
| ---- | ----------------------- | ------------------- | ------------------------------------------------------------------------------ | ---- | --------------- |
| 2008 | The Invisible           | Young Artist Awards | Supporting Young Actor - Fantasy or Drama                                      |      | Candidato/a     |
| 2009 | Martha Speaks           | Young Artist Awards | Best Performance In A Voice-Over Role                                          |      | Candidato/a     |
| 2010 | Living Out Loud         | Young Artist Awards | Best Performance In A Tv Movie, Miniseries or Special - Supporting Young Actor |      | Vincitore/trice |
| 2010 | Un amore all'improvviso | Young Artist Award  | Best Performance in a Feature Film - Supporting Young Actor                    |      | Candidato/a     |
| 2011 | Diario di una schiappa  | Young Artist Awards | Best Performance in Feature Film – Supporting Young Actor                      |      | Vincitore/trice |